# Hulsonniaux
Hulsonniaux (en wallon Hulzônea) est une section et un village de la commune belge de Houyet située en Région wallonne dans la province de Namur.
C'était une commune à part entière avant la fusion des communes de 1977.

## Toponymie
Autrefois, Hulsonniaux s'appelait Huy-lez-Onneaux (1361, Huy lez Oneals; en wallon Hu-ls-Ôneas), ce qui veut dire « Hauteur aux petits aulnes ».

## Évolution démographique
- Source: DGS, 1831 à 1970=recensements population, 1976= habitants au 31 décembreL'église Saint-Barthélemy.

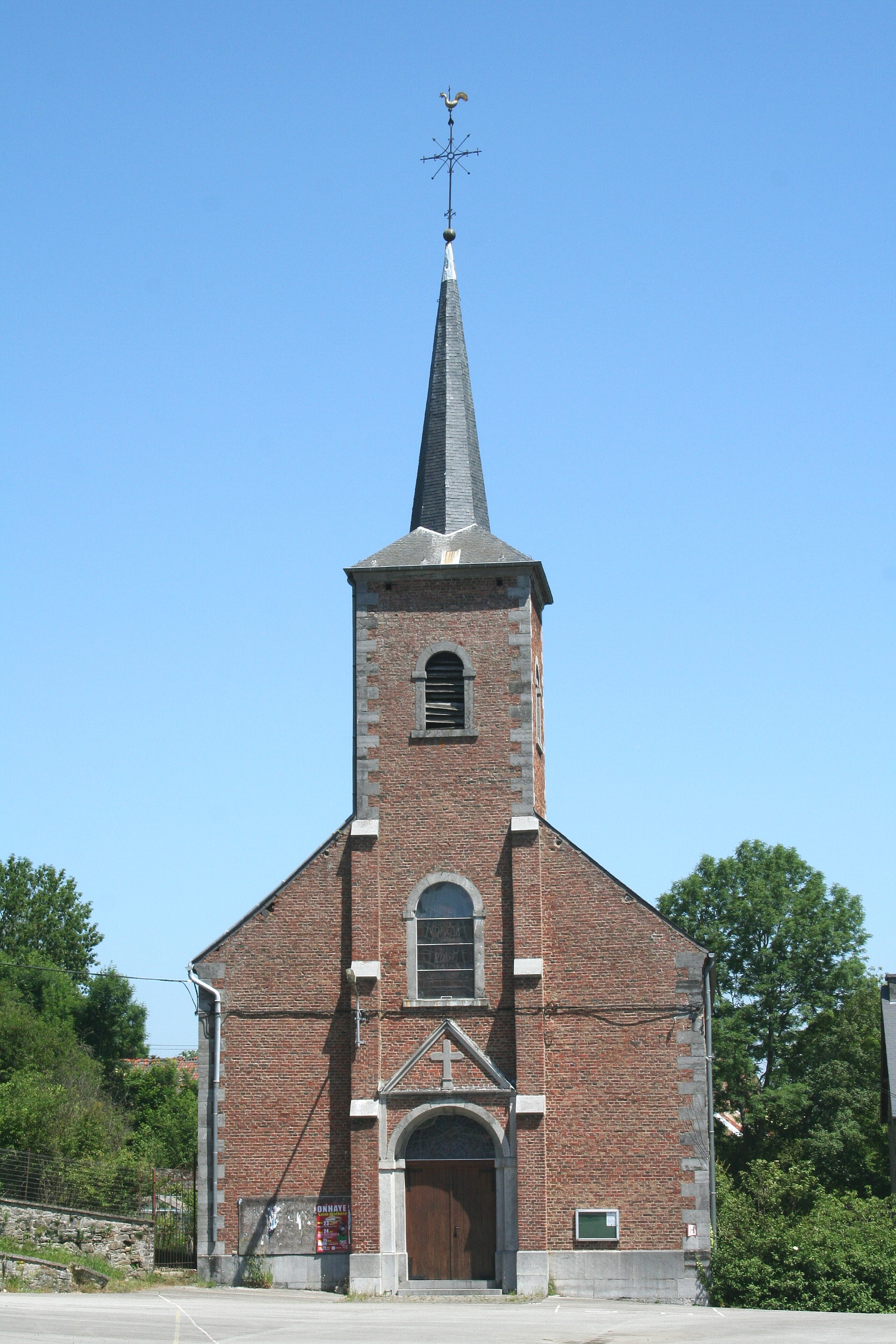
L'église Saint-Barthélemy.